# Pavel A. Pevzner
Pavel Arkadevitch Pevzner (en russe : Павел Аркадьевич Певзнер) est professeur d'informatique et directeur du Center for Computational Mass Spectrometry du NIH à l'université de Californie à San Diego,.

## Biographie
Pevzner est né le 5 avril 1956 à Koursk. Il obtient en 1988 un doctorat en mathématiques et physique à l'Institut de physique et de technologie de Moscou tout en travaillant, de 1985 à 1990, à l'institut dont le nom actuel est Institut de recherche russe pour la génétique et la sélection de micro-organismes industriels (NII Genetika). En 1990, il rejoint le laboratoire de Michael Waterman au département de mathématiques de l'université de Californie du Sud pendant deux ans en tant que chercheur postdoctoral. En 1992, Pevzner devient professeur associé à la université d'État de Pennsylvanie, dans le Biotechnology Institute  et l'Institute for Molecular Evolutionary Genetics. En 1995, Pevzner retourne à l'université de Californie du Sud en tant que professeur de mathématiques, d'informatique et de biologie moléculaire. Depuis 2000, il est professeur d'informatique, titulaire de la chaire Ronald R. Taylor, à l'université de Californie à San Diego et directeur du Center for Computational Mass Spectrometry au NIH.

## Recherche
Pevzner s'intéresse aux nouvelles approches de l'enseignement de la biologie moléculaire computationnelle au niveau du premier cycle et des cycles supérieurs, ; à ce titre, il est instructeur pour la spécialisation en bioinformatique sur la plateforme Coursera. 
Il a écrit ou coécrit plusieurs livres sur la bio-informatique et la biologie numérique,,,
Il siège au comité de rédaction de la revue PLOS Computational Biology et il est membre du comité consultatif scientifique du Genome Institute of Singapore. Il était rédacteur en chef du Journal of Computational Biology ; il est l'une des personnes à l'origine de la conférence Research in Computational Biology (RECOMB) et était membre de son comité de pilotage.

### Publications (sélection)
- Pavel Pevzner et Neil D. Jones, An introduction to bioinformatics algorithms, Cambridge, Massachusetts, MIT Press, 2004 (ISBN 978-0-262-10106-6, lire en ligne)
- Pevzner, Pavel, Computational molecular biology: an algorithmic approach, Cambridge, Massachusetts, MIT Press, 2000, xviii+314 (ISBN 978-0-262-16197-8, lire en ligne).
- Pavel Pevzner et Ron Shamir (éditeurs), Bioinformatics for Biologists, Cambridge University Press, 2011.
- Phillip Compeau et Pavel Pevzner, Bioinformatics Algorithms: An Active Learning Approach, Active Learning Publishers, 2014 (lire en ligne)

### Prix et distinctions
- 1994 et 1995 : NSF Young Investigator Award[12],[13]
- 2006 : Prix d'enseignement HHMI du Howard Hughes Medical Institute[14]
- 2007 : Prix UCSD Chancellor Associates pour l'excellence en recherche[15]
- 2010 : ACM Fellow, pour sa contribution aux algorithmes de réarrangement du génome, de séquençage d'ADN et de protéomique[16],[17]
- 2011 : Docteur honoris causa de l'Université Simon Fraser[18]
- 2012 : Fellow ISCB
- 2017 : Prix du scientifique principal de l'ISCB[19]
- 2018 : Prix Paris-Kanellakis[20]